# 廊田镇
廊田镇，是中华人民共和国广东省韶关市乐昌市下辖的一个乡镇级行政单位。

## 行政区划
廊田镇下辖以下地区：
廊田社区、龙山村、寨头村、新寮村、王屋村、平富村、葫芦坪村、马屋村、早禾田村、铜坑村、东庄村、白平村、沙洲村、廊田村、农庄村、白山村、岩前村和楼下村。